# Omotayo Akinremi
Omotayo « Tayo » Akinremi (née le 13 septembre 1974) est une athlète nigériane, spécialiste du 400 mètres et du 400 mètres haies. Elle est la sœur jumelle d'Omolade Akinremi et la sœur cadette de Christy Akinremi..

## Biographie
Elle remporte deux titres de championne d'Afrique en individuelle : sur 400 mètres lors de l'édition 1992 et sur 400 mètres haies lors de l'édition 1993. Elle compte également plusieurs titres continentaux dans l'épreuve du relais 4 × 400 mètres.

### Palmarès
| Date | Compétition                | Lieu             | Résultat | Épreuve     | Temps         |
| ---- | -------------------------- | ---------------- | -------- | ----------- | ------------- |
| 1990 | Championnats d'Afrique     | Le Caire         | 3e       | 400 m haies | 58 s 83       |
| 1990 | Championnats d'Afrique     | Le Caire         | 1re      | 4 × 400 m   | 3 min 40 s 04 |
| 1991 | Jeux africains             | Le Caire         | 3e       | 400 m haies | 58 s 85       |
| 1991 | Jeux africains             | Le Caire         | 1re      | 4 × 400 m   | 3 min 31 s 05 |
| 1992 | Championnats d'Afrique     | Belle Vue Maurel | 1re      | 400 m       | 52 s 53       |
| 1992 | Championnats d'Afrique     | Belle Vue Maurel | 1re      | 4 × 400 m   | 3 min 33 s 13 |
| 1992 | Coupe du monde des nations | La Havane        | 7e       | 400 m       | 53 s 84       |
| 1992 | Coupe du monde des nations | La Havane        | 1re      | 4 × 400 m   | 3 min 31 s 90 |
| 1993 | Championnats d'Afrique     | Durban           | 1re      | 400 m haies | 57 s 59       |
| 1993 | Championnats d'Afrique     | Durban           | 1re      | 4 x 400 m   | 3 min 33 s 21 |

### Records
| Épreuve     | Performance | Lieu      | Date              |
| ----------- | ----------- | --------- | ----------------- |
| 400 m       | 53 s 84     | La Havane | 25 septembre 1992 |
| 400 m haies | 56 s 55     | Tempe     | 14 avril 2001     |